# BU Возничего
BU Возничего (лат. BU Aurigae) — одиночная переменная звезда в созвездии Возничего на расстоянии приблизительно 1747 световых лет (около 536 парсеков) от Солнца. Видимая звёздная величина звезды — от +11,8m до +11,3m.

## Характеристики
BU Возничего — красная пульсирующая полуправильная переменная звезда типа SRA (SRA) спектрального класса M1 или M7:. Эффективная температура — около 3296 К.